# Finestra (informàtica)

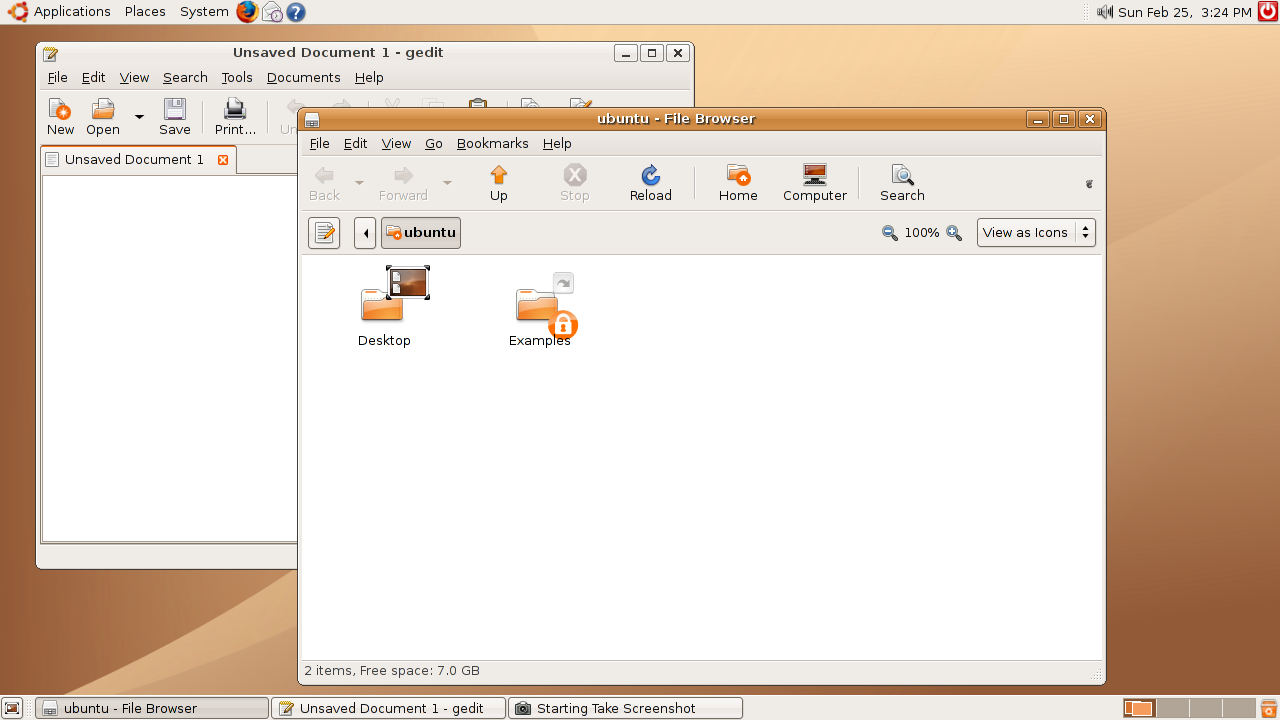
Exemple d'algunes finestres en una interfície gràfica d'usuari GNOME. Dues finestres de aplicacions es mostren. Vegeu que una se superposa a l'altra.

En informàtica, una finestra és una àrea visual que conté algun tipus d'interfície d'usuari gràfica. Normalment, té una forma rectangular. Mostra la sortida d'entrades i pot permetre l'entrada a un o més processos. Hi ha de dos tipus: les finestres on s'executa una aplicació (finestres d'aplicació) i la finestra que conté un o diversos documents oberts dins d'una mateixa aplicació (finestra de document).
Finestres s'associen principalment amb pantalles gràfiques, on poden ser manipulades amb el cursor del ratolí.
Una interfície gràfica d'usuari (IGU) que utilitza finestres com una de les seves principals «metàfores» es diu un sistema de finestres.

## Propietats

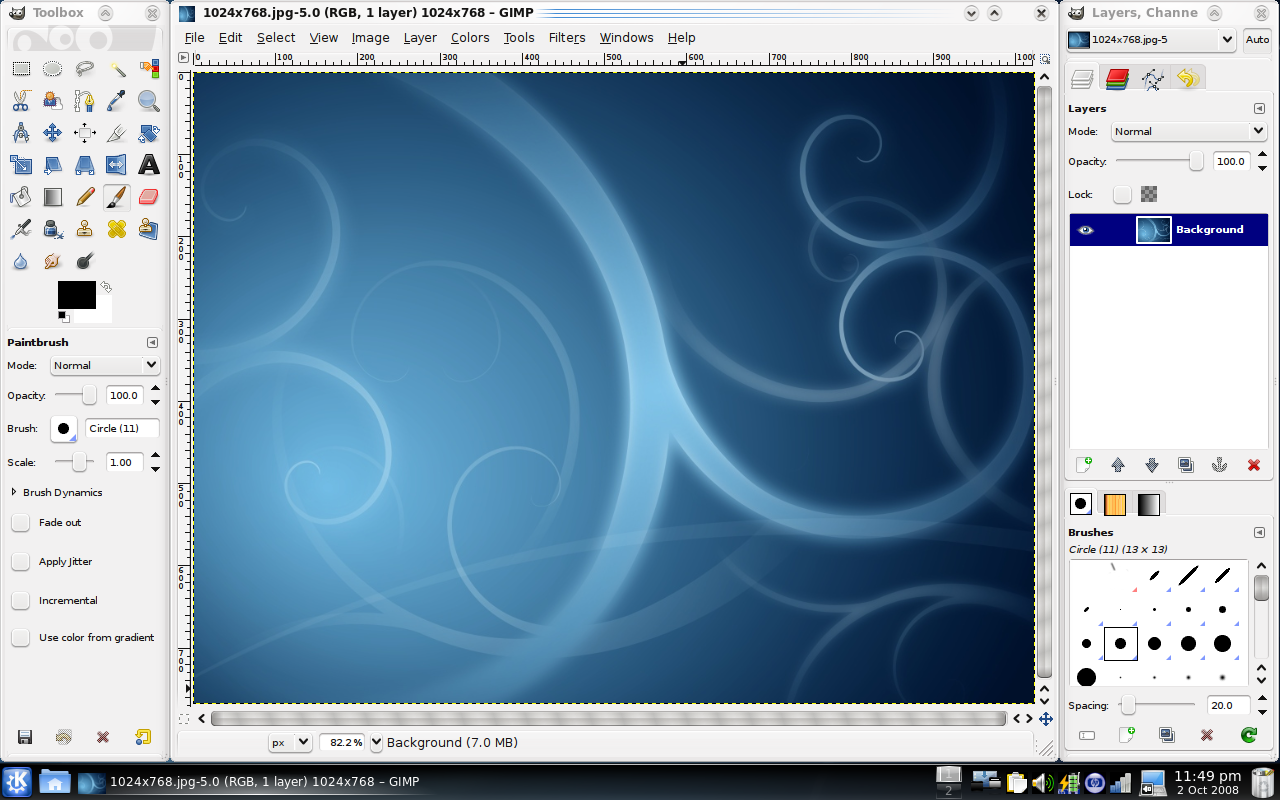
GIMP, un programa de manipulació d'imatge multifinestres.

Finestres són objectes bidimensionals disposades en un pla anomenat escriptori. En un modern sistema de finestres amb totes les seves característiques, es poden redimensionar, moure's, amagar-se, restaurar-se o ser tancades.
Finestres solen incloure altres objectes gràfics, possiblement incloent-hi una barra de menús, barres d'eines, controls, icones i sovint, una àrea de treball. En l'àrea de treball, el document, imatge, contingut de la carpeta o altre objecte és mostrat. Al voltant de l'àrea de treball dins de la finestra de delimitació, pot haver altres àrees de finestres més petites, de vegades anomenades panells o taulers, mostrant informació pertinent o opcions. L'àrea de treball pot ser capaç de mantenir una única interfície (document únic) o més d'un objecte principal en una interfície de múltiples documents.
Un programa pot crear més d'una finestra a l'escriptori. De vegades les finestres secundàries o diàlegs apareixen davant de la principal com en desar o obrir un fitxer. Alguns programes creen finestres separades per a cada document o imatge obert, o quan estan disponibles opcions específiques.
Quan se superposen dues finestres, la finestra davant és generalment opaca, però alguns sistemes de finestres modernes poden fer tota o part de les seves finestres semitransparents.

## Història

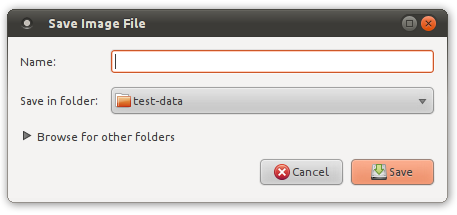
Un diàleg d'arxiu «Desa com ...» de GTK+.

La idea va ser desenvolupada a l'Institut de Recerca de Stanford (dirigit per Douglas Engelbart). Els seus primers sistemes suportaven diverses finestres, però no hi havia cap manera òbvia d'indicar límits entre elles (per exemple, vores de finestres, barres de títol, etc.).
La investigació va continuar al Xerox PARC (dirigit per Alan Kay). Utilitzaven finestres superposades.
Durant la dècada del 1980, es va encunyar en el PARC el terme «WIMP», que significa Window (finestra), Icona, Menú, Punter.
Basada en les idees del PARC, Apple Inc. va desenvolupar una interfície gràfica. Va ser utilitzada per primera vegada en l'Apple Lisa i en els ordinadors Macintosh posteriors. Microsoft estava desenvolupant aplicacions d'oficina per al «Mac» en aquesta època. Van basar les seves finestres del sistema Windows en el sistema d'Apple.

## Gestors de finestra
La part d'un sistema de finestres que gestiona les seves operacions s'anomena gestor de finestres.
Exemples d'alguns sistemes de finestres actuals:
- Mac OS
- Microsoft Windows
- OpenWindows de Sun
- X Window System (per a Linux i altres sistemes tipus Unix)